# Henriqueta Catarina de Joyeuse
Henriqueta Catarina de Joyeuse (em francês:  Henriette Catherine; Castelo do Louvre, 8 de janeiro de 1585 – Castelo do Louvre, 25 de fevereiro de 1656), foi uma nobre francesa. Ela foi duquesa de Joyeuse e condessa de Bouchage por direito próprio (suo jure) como sucessora do pai, além de duquesa de Montpensier pelo seu primeiro casamento com Henrique de Montpensier, e duquesa de Guise pelo seu segundo casamento com Carlos I de Guise. Através da filha Maria de Bourbon, foi avó da herdeira Ana Maria Luísa de Orleães, conhecida como a Grande Mademoiselle.

## Família
Henriqueta Catarina foi a única filha nascida do duque Henrique de Joyeuse, conde de Bouchage e de Catarina de Nogaret-la-Vallette.
Os seus avós paternos foram o visconde Guilherme II de Joyeuse, Marechal de França, e Maria de Batarnay. Os seus avós maternos foram João Nogaret, senhor de la Valelette e de Joana de Saint-Lary-de-Bellegard.
Pelo lado materno, foi sobrinha de Jean Louis de Nogaret de La Valette, um favorito do rei Henrique III de França. Já pelo lado paterno foi sobrinha de Anne de Batarnay de Joyeuse, outro favorito de Henrique III, e de Francisco de Joyeuse, arcebispo de Ruão.

## Biografia
Após a morte de sua mãe, em 1587, e a entrada de seu pai na Ordem dos Frades Menores Capuchinhos, ela foi acolhida e criada por sua avó paterna, Maria. Com a morte de sua mãe, Henrique busca a filha em 1595.
Quando ela tinha apenas 13 anos, foi confiada a seu tio, o cardeal Francisco, por alguns anos.
Em 15 de maio de 1597  ou em 1599, em Reims, ela se casou com o duque Henrique, filho de Francisco de Bourbon, Duque Montpensier e de Renata de Anjou, marquesa de Mézières e condessa de Saint-Fargeau. Juntos tiveram apenas uma filha, Maria.
Ficou viúva os 23 anos, em 1608, com a morte de Henrique. Alguns anos mais tarde, em 6 de janeiro de 1611, veio a contrair matrimônio com o duque Carlos, filho do duque Henrique I de Guise e de Catarina de Cleves, condessa de Eu. O casal teve dez filhos, sete meninos e três meninas.

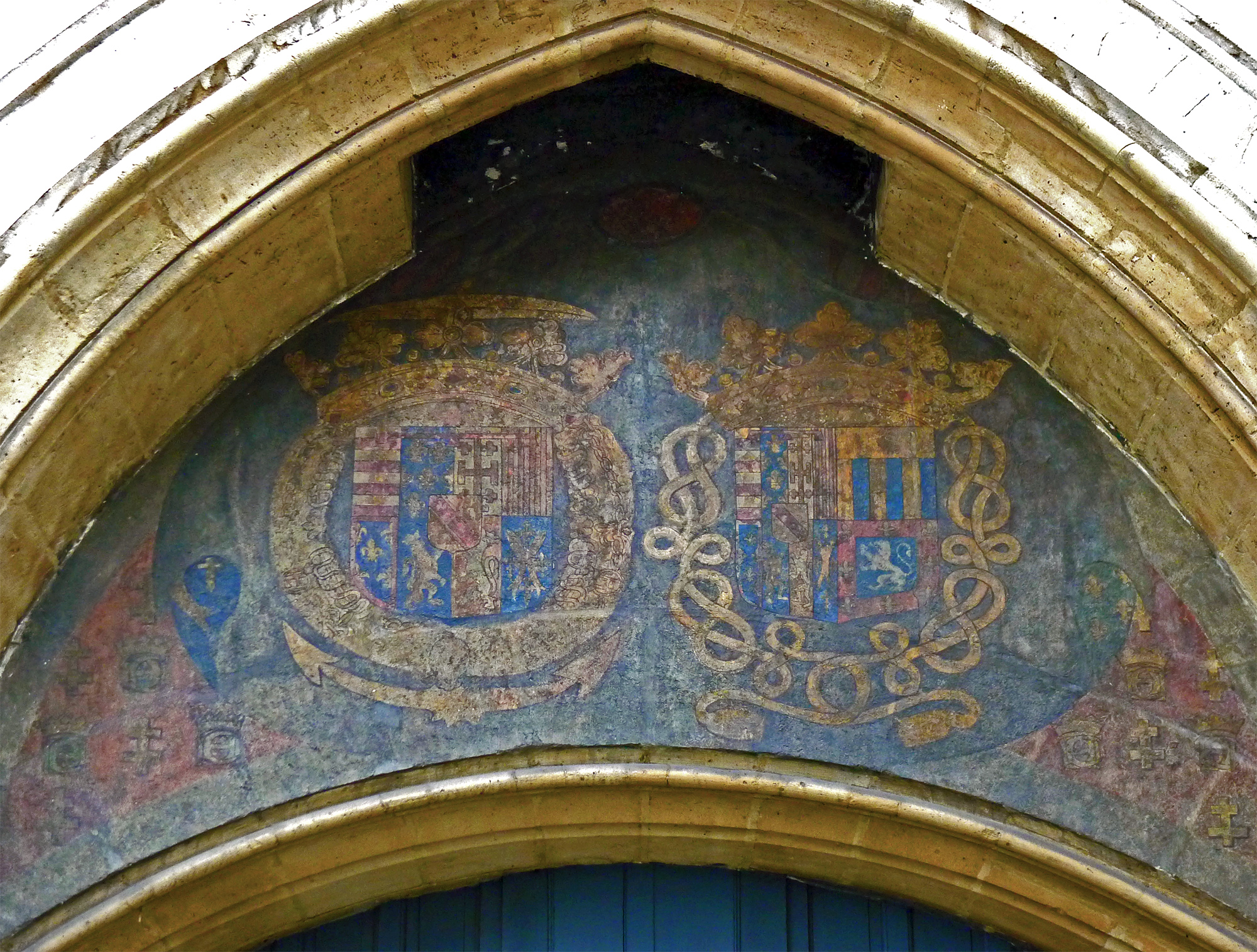
Brasões de Henriqueta e Carlos, no Hotel de Clisson, em Paris.

Após a morte do pai em 28 de setembro de 1608, tornou-se duquesa de Joyeuse e condessa de Bouchage. Em 1647, ela passou o ducado para o filho Luís.

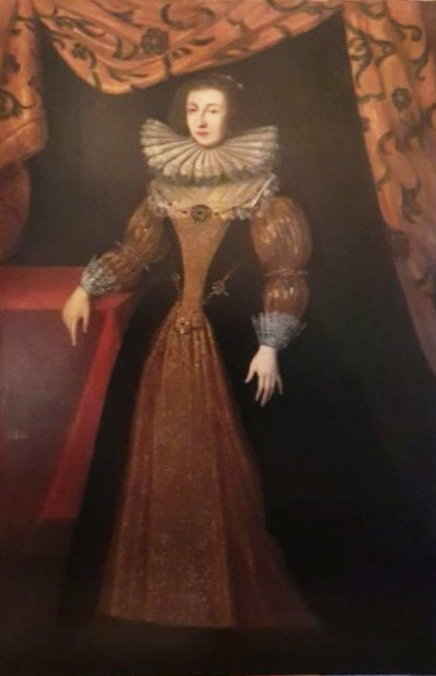
Retrato por artista desconhecido localizado no Castelo d'Eu.

Em 1620, a duquesa fundou a casa dos Oratorianos de Joyeuse.
Ela era próxima da família real e amiga da rainha Maria de Médici. Henriqueta Catarina foi, no entanto, forçada a seguir seu marido, exilado na Florença em março de 1635, após intrigas contra o Cardeal Richelieu, primeiro ministro do governo de Luís XII de França. Ela permaneceu lá até a morte morte de Carlos, em setembro de 1640. 
Retornando à França, Henriqueta Catarina dedicou-se a obras piedosas e morreu em 25 fevereiro de 1656, aos 71 anos. Ela está enterrada na igreja do convento dos Capuchinhos em Paris. Seu caixão teria sido desenterrado por volta de 1854. durante obras de saneamento na rue de la Paix. 

## Descendência
Do seu primeiro casamento:
- Maria de Bourbon (15 de outubro de 1605 – 4 de junho de 1627), foi a primeira esposa de Gastão, Duque d'Orleães, filho do rei Henrique IV de França e de Maria de Médici. Teve apenas uma filha, Ana Maria Luísa de Orleães;

Do seu segundo casamento:
- Francisco (3 de abril de 1612 – 7 de dezembro de 1639), príncipe de Joinville;
- Filho gêmeos (4 de março de 1613 – 19 de março de 1613);
- Henrique II de Guise (4 de abril de 1614 – 2 de junho de 1664), duque de Guise como sucessor do pai. Teria se casado numa cerimônia secreta com Ana Maria de Gonzaga-Nevers de acordo com Ana, o que Henrique negou ter ocorrido. Também teria se casado com Honorina de Glymes, viúva de Alberto Maximiliano de Hénin, conde de Bossu, em Bruxelas. Porém, a família Guise se recusou a reconhecer a união, mesmo após ser declarada válida pela Rota Romana. Sem descendência;
- Maria de Lorena, Duquesa de Guise (15 de agosto de 1615 – 3 de março de 1688), sucessora do sobrinho-neto Francisco José de Lorena. Não se casou e nem teve filhos;
- Filha de nome desconhecio, conhecida como Mademoiselle de Joinville (4 de março de 1617 – 18 de janeiro de 1618);
- Carlos Luís (15 de julho de 1618 – 15 de março de 1637), duque de Joyeuse;
- Francisca Renata (10 de janeiro de 1621 – 4 de dezembro de 1682), abadessa de São Pedro em Reims, em 1637, e abadessa de Montemartre em 1644;
- Luís, Duque de Joyeuse (11 de janeiro de 1622 – Paris, 27 de setembro de 1654), sucessor de mãe e duque de Angolema. Foi marido de Maria Francisca de Valois, descendente pela linhagem ilegítima do rei Carlos IX de França e de Maria Touchet. Teve descendência;
- Roger (21 de março de 1624 – 6 de setembro de 1653), cavaleiro da Ordem de Malta. Morreu em batalha em Cambrai.

## Títulos
- De 1597 a 1608:[7] duquesa de Montpensier de Saint-Fargeau e de Châtellerault, delfina da Auvérnia, princesa de Dombes e de La Roche-sur-Yon, marquesa de Mézières, condessa de Mortain e de Bar-sur-Seine, senhora de Beaujeu e de Mareuil